# Phoenix Park

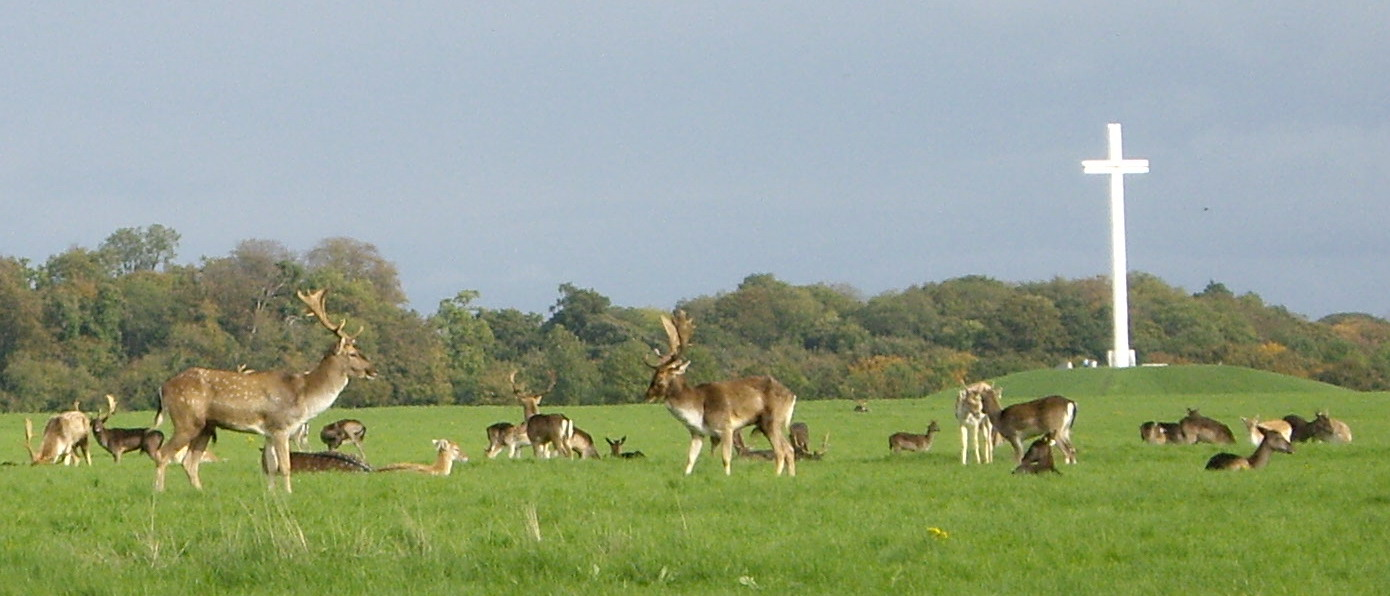
Wypas danieli wokół krzyża papieskiego w Phoenix Park

Phoenix Park (irl. Páirc an Fhionnuisce) – park miejski w Dublinie w Irlandii.
Park powstał w 1662 roku i jest położony 2–4 km na zachód od centrum miasta i na północ od rzeki Liffey. Park jest otoczony murem o długości 11 km i obejmuje powierzchnię 707 hektarów, co czyni go jednym z największych ogrodzonych parków miejskich w Europie. W parku znajdują się zielone obszary użytkowe i aleje, a od XVII wieku mają tu swój dom stada dzikich danieli.

## Elementy parku
Na terenie parku znajdują się między innymi:
- Áras an Uachtaráin – rezydencja prezydenta Irlandii
- Dublin Zoo
- Krzyż papieski – postawiony na wizytę Jana Pawła II podczas jego 3 podróży apostolskiej w 1979 roku
- Monument Wellingtona – obelisk upamiętniający Arthura Wellesleya
- Chief Secretary's Lodge – ambasada Stanów Zjednoczonych
- Zamek Ashtown wraz z centrum informacyjnym parku
- Grobowiec na wzgórzu Knockmary datowany na 5500 p.n.e.
- Magazine Fort – miejsce, w którym sir Edward Fisher wybudował w 1611 roku Phoenix Lodge; zburzony w 1734 roku przez Lionela Sackville, w pozostałym miejscu tworząc prochownię; w 1801 roku zostało dobudowane skrzydło dla wojsk
- Victorian People’s Flower Gardens – ogrody obejmujące powierzchnię 9 ha

## Park w kulturze
Park został wykorzystany w powieściach Jamesa Joyce’a: Finneganów tren i Ulisses.
Na terenie parku odbywają się co roku wyścigi motorowe ( Phoenix Park Racecourse), znajduje się tutaj również klub krykietowy (Phoenix Cricket Club), a od 2003 roku odbywa się tutaj corocznie „wielki bieg Irlandii” (Great Ireland Run).
Park jest również miejscem, gdzie odbywają się koncerty muzyczne. Miały tu miejsce koncerty między innymi takich wykonawców jak: Bono, Robbie Williams, Pixies i wielu innych.